# Xerraire gegant
El xerraire gegant (Pterorhinus waddelli) és un ocell de la família dels leiotríquids (Leiothrichidae).

## Hàbitat i distribució
Habita zones amb matolls i pins a les muntanyes del sud i sud-est del Tibet, est del Nepal i oest de Bhutan.